# Gabriel Gost, Coronell
Gabriel Gost, Coronell, (Sa Pobla), migfondista plusmarquista i campió d'Espanya, probablement, en la distància de 10.000 metres. Fou un conegut corredor mallorquí a la dècada de 1910 i juntament amb Pere “Pixedis” el més important corredor del moment, cap a 1926 tingué una dura competència amb Joan Cladera, Camaiot, que s'hi acabà imposant.

## Crònica d'una cursa amb apostes
En es camp des futbol hey ha unes corregudes molt enrevisclades entre en Biel Gost, Coronell, ex-campió d'Espanya i en Juan Cladera, Camayot, campió de Mallorca, tots dos poblers; aquest 2n dona 100 passes o 80 metros de ventatje an es 1r i han de fer 27 voltes an es futbol, que suposen 7.500 metros. Se diu que en aquest camp hey entren més de 3.000 persones, i els homos paguen 40 centims i ses dones 25. A les quatre des capvespre comensen a corre as mitj d'una espectació general, perquè es creu que no es ponderar si se diu que hi ha més de 3.000 duros de messions cruzades entre els partidaris d'en Camayot i d'es Coronell: aquest a sa volta que feia nou s'atura en sec, se jeu, té una especie d'atac a n'es cor, i el s'en duen a caseua ben consevuya; i molts d'espectadors son tan bajans, tan bambols, o sino tan bárbaros, que diven qu’en Camayot l'ha escisat perque a sa volta que feia nou s'ha tret un mocador que duya pes cap, l'ha tirat en terra i es Coronell s'ha aturat en sec. Al entretant s'altre ja a poc a poc, ja de culenrera, ja de bot de bot, ha fet ses 27 voltes i ha gonyat 104 duros de la mitat de ses entrades i altretant per messions, de modo que més tart ha duits 300 duros en es banc. Molts han gonyat pero més han perdut. A horabaxa una folla fembra surt a damunt es balcó d'una sociedat de sa Plassa que está plena de gent i am tota sa forsa de sa gargamella exclama: ¡Viva en Juan Camayot! I com am sa má duya una botella que no era d'aygo, la se posa a sa boca i... glec glec li pega una tímbola am tota l'ánima.
Sa Marjal, 14 de març de 1926

## Proves i marques
- 26 de febrer de 1911, sa Pobla, tercer, després de Pere Pixedis i en Buget, premi de 15 pessetes.
- 24 d'octubre de 1915, el campió d'Espanya en la distància de 10.000 metres, el català Pere Prats, va reptar a Gabriel Gost, plusmarquista espanyol, a una cursa al Veloç Sport Balear, que fou guanyada pel mallorquí amb un temps de 35 minuts i 43 segons. Les cròniques afirmen que a partir de la volta 12, Prats va deixar de "córrer" i el temps va ser discret.
- 24 de juliol de 1919, sa Pobla, guanyador, premi de 35 pessetes.
- 6 d'abril de 1926, sa Pobla, distància 30 voltes al camp de futbol (uns 8.300 m), quart, per darrere els catalans Palau i Bellmunt i, el pobler, Joan Cladera, Camaiot.